# Aphelocoma
Aphelocoma – rodzaj ptaków z rodziny krukowatych (Corvidae).

## Zasięg występowania
Rodzaj obejmuje gatunki występujące w Ameryce Północnej (z Ameryką Centralną włącznie).

## Morfologia
Długość ciała 26–33 cm; masa ciała 70–150 g (samce są większe i cięższe od samic).

## Systematyka
Rodzaj zdefiniował w 1851 roku niemiecki ornitolog Jean Cabanis w książce Museum Heineanum: Verzeichniss der ornithologischen Sammlung des Oberamtmann Ferdinand Heine, auf Gut St. Burchard vor Halberstadt. Gatunkiem typowym była modrowronka kalifornijska (Aphelocoma californica).

### Etymologia
- Aphelocoma: gr. αφελης aphelēs „gładki, prosty”, od negatywnego przedrostka α- a-; φελλευς phelleus „kamienisty, ziemisty”; κομη komē „włosy”[8].
- Garrulina: rodzaj Garrulus Brisson, 1760 (sójka); łac. przyrostek zdrabniający -ina[9]. Typ nomenklatoryczny: Cyanocorax unicolor Du Bus, 1847.
- Sieberocitta: Friedrich Wilhelm Sieber (1775–1831), niemiecki botanik, kolekcjoner z Węgier, Meksyku i Brazylii; gr. κιττα kitta „sójka”[10]. Typ nomenklatoryczny: Cyanocitta ultramarina var. arizonae[b] Ridgway, 1874.

### Podział systematyczny
Do rodzaju należą następujące gatunki:
- Aphelocoma unicolor (Du Bus, 1847) – modrowronka jednobarwna
- Aphelocoma ultramarina (Bonaparte, 1825) – modrowronka meksykańska
- Aphelocoma wollweberi Kaup, 1855 – modrowronka dębowa
- Aphelocoma coerulescens (Bosc, 1795) – modrowronka zaroślowa
- Aphelocoma woodhouseii (S.F. Baird, 1858) – modrowronka leśna
- Aphelocoma insularis Henshaw, 1886 – modrowronka wyspowa
- Aphelocoma californica (Vigors, 1839) – modrowronka kalifornijska